# Judas O
Judas O je kompilační album B-stran a raritních nahrávek navazující na Pisces Iscariot. Bylo vydáno jako bonusový disk k best-of albu Rotten Apples. Jsou na něm zastoupeny písně od alba Mellon Collie and the Infinite Sadness po Machina II/The Friends & Enemies of Modern Music i z kompilačního alba Aeroplane Flies High, ale hlavně na něm jsou zcela nové raritní nahrávky složené Billy Corgan až po rozpadu kapely.

## Seznam sklsdeb
1. Lucky 13 (z alba Machina II) – 3:09
2. The Aeroplane Flies High (Turns Left, Looks Right) (B-strana ze Thirty-Tree) – 7:53
3. Because You Are (nepoužito na Adore) – 3:46
4. Slow Dawn (z alba Machina II) – 3:12
5. Believe (B-strana z 1979) – 3:12
6. My Mistake (Adore demo) – 4:00
7. Marquis in Spades (B-strana z Zero) – 3:12
8. Here's to the Atom Bomb (B-strana z Try, Try, Try) – 4:26
9. Sparrow (Adore demo) – 2:56
10. Waiting (nepoužito na Adore) – 3:48
11. Saturnine (nepožito na Adore) – 3:49
12. Rock On (nahráno pří Sacred and Profane tour) – 6:06
13. Set the Ray to Jerry (B-strana z 1979) – 4:09
14. Winterlong (Machina demo) – 4:59
15. Soot and Stars (Machina demo) – 6:39
16. Blissed and Gone (nepoužito na Adore) – 4:46

## Složení kapely
- Billy Corgan – zpěv, kytara
- James Iha – kytara, zpěv
- D'Arcy Wretzky – basa, zpěv
- Jimmy Chamberlin – bicí